# Archer megye
Archer megye az Amerikai Egyesült Államokban, azon belül Texas államban található. Megyeszékhelye és legnagyobb városa Archer City. Lakosainak száma 8560 fő (2020. április 1.). Archer megye Wichita, Clay, Jack, Young, Baylor, Wilbarger és Throckmorton megyékkel határos.

## Népesség
A megye népességének változása:
| Lakosok száma | 9063 | 8782 | 8714 | 8681 | 8715 | 8809 | 8560 |
|               | 2010 | 2011 | 2012 | 2013 | 2015 | 2017 | 2020 |